# Paresseux terrestre
Paresseux géant
Familles de rang inférieur
- †Megalonychidae
- †Megalocnidae (en partie)
- †Megatheriidae
- †Nothrotheriidae
- †Mylodontidae
- †Scelidotheriidae

Les paresseux terrestres sont un groupe d' espèces éteintes de mammifères appartenant à l'ordre des Pilosa et au sous-ordre des Folivora. Les derniers membres en vie du groupe semblent avoir vécu aux Antilles jusque vers l'an 1550. Cependant la dernière datation par le carbone 14 donne entre 4190 et 4700 av. J.-C. à Cuba pour le Megalocnus. Ce groupe est éteint sur le continent américain depuis au moins 10 000 ans. Le terme paresseux terrestre est utilisé pour faire référence à toutes les espèces de paresseux éteintes de grande taille, d'où l'utilisation du terme alternatif paresseux géant. Cependant les paresseux actuels sont arboricoles et cette convention n'implique pas que toutes les espèces éteintes étaient strictement terrestres.

## Histoire évolutive

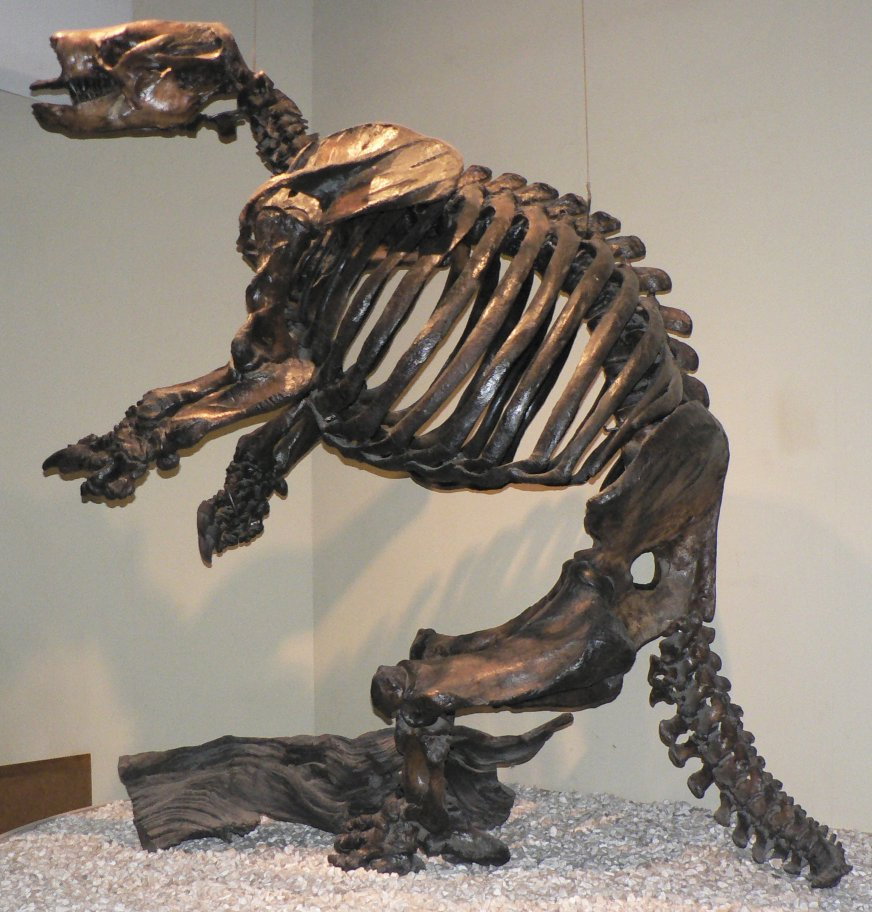
Paresseux terrestre d'Harlan (Paramylodon), un Mylodontidae.

La majeure partie de l'évolution des paresseux terrestres a lieu du milieu à la fin du tertiaire en Amérique du Sud, alors que le continent est isolé de l'Amérique du Nord. Les plus anciens fossiles de paresseux terrestres montrent qu'ils sont alors déjà séparés en familles. La présence d'îles intermédiaires entre les continents américains au Miocène permet au groupe de s'implanter en Amérique du Nord. Il semble qu'un certain nombre de groupes de paresseux de taille petite ou moyenne se soient auparavant implantés aux Antilles à la nage ou via des ponts terrestres maintenant disparus. Les paresseux terrestres sont un groupe robuste de par leur diversité et leur zone d'occupation étendue, des restes ont été trouvés jusqu'en Patagonie chilienne (Monument naturel Cueva del Milodón) et en Alaska.
Les paresseux, et les xénarthranes dans leur ensemble, représentent un des groupes les plus fructueux en Amérique du Sud durant le Grand échange faunique interaméricain. Durant cet échange, la plupart des espèces de paresseux sont passées d'Amérique du Sud vers l'Amérique du Nord. Des fossiles d'au moins cinq genres de paresseux terrestres ont été trouvés en Amérique du Nord, exemple d'un échange Sud-Nord réussi.

## Espèces concernées
Le terme paresseux géant peut faire référence à : 
- Paresseux terrestre de Jefferson (Megalonyx jeffersonii) ;
- Eremotherium laurillardi ;
- Nothrotheriops shastensis ;
- Glossotherium harlani ;
- Xibalbaonyx oviceps, une espèce disparue qui a vécu récemment, et récemment découverte dans un puits au Mexique (2010)[6].